# Грэм, Марта
Марта Грэм (англ. Martha Graham, устаревший вариант написания фамилии — Грэхем; 11 мая 1894[…], Аллегейни, Пенсильвания — 1 апреля 1991[…], Нью-Йорк) — американская танцовщица и хореограф, создательница труппы, школы и танцевальной техники своего имени; выдающийся деятель хореографии США, одна из т. н. великой четвёрки (англ. The Big Four) основоположников американского танца модерн, куда также входили Дорис Хамфри, Чарльз Вейдман и Ханья Хольм.

## Биография
Хотя семья Грэм была религиозной и считала танцы грехом, однажды Марте было разрешено пойти на концерт известной танцовщицы Рут Сен-Дени. Кроме того, несмотря на строгость взглядов, родители были не против обучения дочери в колледже. Вассар-колледж, куда её прочили родители, был известен не только качеством образования, но и своими спортивными традициями и суфражистскими симпатиями. Однако, увидев выступление Рут Сен-Дени, Марта захотела стать танцовщицей. В 1913 году ей разрешили поступить в Школу экспрессии в Лос-Анджелесе; затем она училась в школе Денишоун, которую основала сама Сен-Дени вместе с партнером, Тедом Шоуном, в Испании.
В годы, когда проходило ученичество Грэм, на танец смотрели главным образом как на развлечение — он был составной частью водевилей, костюмированных представлений, светских балов. Статус искусства имел только один вид танца — балет, который в Америке считался «европейской штучкой». В американских же танцевальных школах учениц готовили для участия в шоу и кабаре и относились к ним соответственно. Но Марта хотела быть не девушкой из кабаре, а настоящей артисткой. Она с гордостью вспоминала позднее в мемуарах, что единственная в школе была освобождена от строгого надзора, которому подвергались все другие девушки, на том основании, что «Грэм — это искусство». И впоследствии все её мужчины смотрели на неё снизу вверх, как на художника и гения.
В её эпоху бытовали жёсткие стереотипы мужского и женского; считалось, например, что мужчины церебральны, а женщины эмоциональны; мужчины в танце выражают себя в толчковых прямолинейных движениях, а женщины — в плавных движениях, совершающихся по траекториям кривых. Грэм заявила, что она «не хочет быть ни деревом, ни цветком, ни волной». В своих танцах она отказалась от стандартного взгляда на женственность и стремилась к тому, чтобы сделать свои персонажи безличными, условно-формальными, сильными и даже маскулинными. В теле танцора, по мнению Грэм, зрители должны видеть человека вообще — дисциплинированного, способного к высокой концентрации, сильного.
Очень многие комментаторы её творчества отмечали связь Грэм с феминизмом. На суперобложке одной из её биографий помещена цитата, взятая из статьи в «Нью-Йорк Таймс»: «Наиболее воинственная и наиболее талантливая феминистка, Марта Грэм освободила и женщину, и танец!» Хотя она сама считала, что не принимала участие в движении за эмансипацию, своим танцем Грэм ломала стереотип «женщина — слабое существо».
Создала новую форму танца, произведя переворот в хореографии. Среди её учениц Перл Лэнг и Рина Шахам.

## Признание и награды
- Стипендия Гуггенхайма в 1932, 1943 и 1944 годах[4].
- 1981 — премия Сэмюэла Скриппса[англ.] / ADF за достижения в области современного танца (первая получательница).
- В 1987 году в Нью-Йорке состоялся гала-концерт в честь Марты Грэм с участием звёзд балета Рудольфа Нуриева и Михаила Барышникова, которые исполнили её «Весну в Аппалачах[англ.]» (1944), и Майи Плисецкой, выступившей в номере Рут Сен-Дени «Фимиам» (1906)[5].

## Автобиография
- Blood Memory: An autobiography. New York: Doubleday, 1991
- Грэм, Марта. Память крови. — М.: Garage, 2017. — 240 с. — 1500 экз. — ISBN 9785905110788.